# Suriken

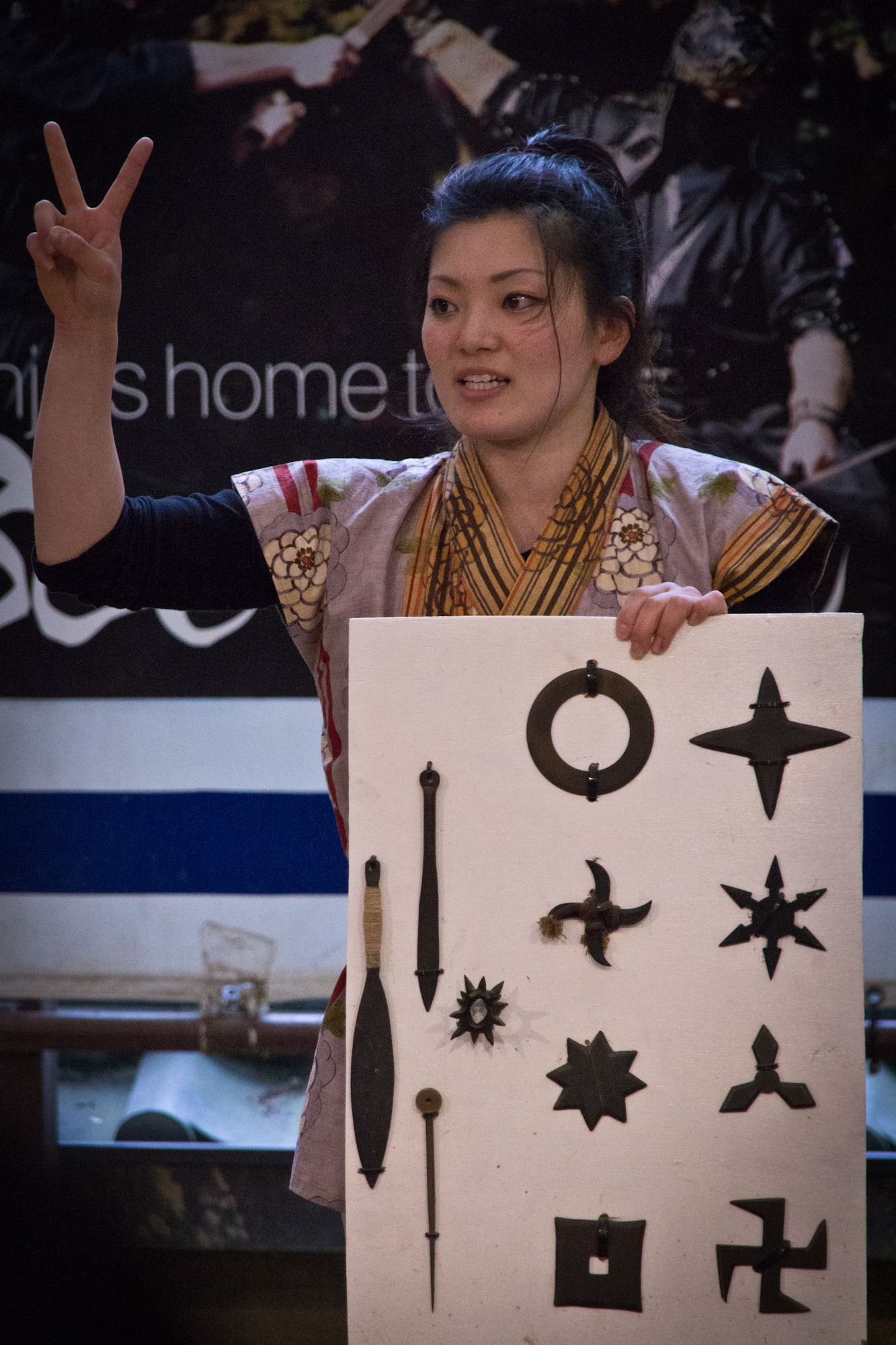
Különféle surikenek

A suriken (japánul 手裏剣; szó szerinti fordításban: „kard elrejtve a kézben”) egy hagyományos japán fegyver. Élezett kézi pengék, amelyeket mindennapi eszközökből készítettek, mint például tűk, szögek, kések, vagy más hasonló lapos fémek. Általában távolsági fegyverként használták őket: megfelelő módon eldobva, de akár közelharcban is használhatóak voltak vágásra, szúrásra. A suriken szó összefoglaló jellegű, míg a saken szó utal hagyományosan az ismert „dobócsillagra”.
A suriken alatt nyugaton általában a dobócsillagot értjük, holott rengeteg különféle kinézettel rendelkeznek. A surikenek két fő változata a bō suriken (棒手裏剣, bot suriken) és a hira suriken (平手裏剣, lapos suriken) vagy saken (車剣, másképp kurumaken, forgó suriken).
A surikenek többnyire csak kiegészítő eszközeik voltak a szamurájoknak az általuk gyakrabban használt a kardok és más fegyverek közt, de gyakran fontos szerepük volt a csatában. A „suriken-forgatás” művészete a surikendzsucu.